# 접미사
접미사(接尾辭, suffix)는 파생어(派生語, derivative)를 만드는 접사로, 어근(단어)의 뒤에 붙어 새로운 단어가 되게 하는 말이다.
- 예: ‘선생님·군것질·기웃거리다·먹보·먹히다·지우개’등에서 '―님'·'―질'·'―거리다'·'-보'·'-히-'·'-개' 따위

## 같이 보기
- 접두사
- 어미